# Yūji
 (juin 2024).
 (octobre 2021).
La mise en forme du texte ne suit pas les recommandations de Wikipédia : il faut le « wikifier ».
Les points d'amélioration suivants sont les cas les plus fréquents. Le détail des points à revoir est peut-être précisé sur la page de discussion.
- Les titres sont pré-formatés par le logiciel. Ils ne sont ni en capitales, ni en gras.
- Le texte ne doit pas être écrit en capitales (les noms de famille non plus), ni en gras, ni en italique, ni en « petit »…
- Le gras n'est utilisé que pour surligner le titre de l'article dans l'introduction, une seule fois.
- L'italique est rarement utilisé : mots en langue étrangère, titres d'œuvres, noms de bateaux, etc.
- Les citations ne sont pas en italique mais en corps de texte normal. Elles sont entourées par des guillemets français : « et ».
- Les listes à puces sont à éviter, des paragraphes rédigés étant largement préférés. Les tableaux sont à réserver à la présentation de données structurées (résultats, etc.).
- Les appels de note de bas de page (petits chiffres en exposant, introduits par l'outil «  Source ») sont à placer entre la fin de phrase et le point final[comme ça].
- Les liens internes (vers d'autres articles de Wikipédia) sont à choisir avec parcimonie. Créez des liens vers des articles approfondissant le sujet. Les termes génériques sans rapport avec le sujet sont à éviter, ainsi que les répétitions de liens vers un même terme.
- Les liens externes sont à placer uniquement dans une section « Liens externes », à la fin de l'article. Ces liens sont à choisir avec parcimonie suivant les règles définies. Si un lien sert de source à l'article, son insertion dans le texte est à faire par les notes de bas de page.
- La présentation des références doit suivre les conventions bibliographiques. Il est recommandé d'utiliser les modèles {{Ouvrage}}, {{Chapitre}}, {{Article}}, {{Lien web}} et/ou {{Bibliographie}}. Le mode d'édition visuel peut mettre en forme automatiquement les références.
- Insérer une infobox (cadre d'informations à droite) n'est pas obligatoire pour parachever la mise en page.

Pour une aide détaillée, merci de consulter Aide:Wikification.
Si vous pensez que ces points ont été résolus, vous pouvez retirer ce bandeau et améliorer la mise en forme d'un autre article.
 (27 juin 2024).
Le contenu est difficilement compréhensible vu les erreurs de traduction, qui sont peut-être dues à l'utilisation d'un logiciel de traduction automatique.
Yūji, Yuji ou Yuuji (ゆうじ, ユウジ) est un prénom masculin japonais.

## Écritures
Yūji peut être écrit en utilisant différents caractères des kanji et peut signifier :  
- 雄二, "héroïque, deux"
- 勇二, "courage, second"
- 裕二, "abondant, deux"
- 祐二, "aide, deux"
- 祐次, "aide, prochain"
- 雄治, "masculin, gouverner"
- 悠児, "permanence, enfant"
- 祐史, "aide, histoire"
- 祐司, "aide, règle"
- 裕司, "abondant, règle"

Le nom peut aussi être écrit en hiragana ou katakana.

## Personnes célèbres
- Yuji Abe (阿部 祐二?, né en 1958), journaliste et acteur japonais
- Yuji Adachi (足立 祐二?, né en 1964), musicien et compositeur japonais
- Yūji Aoki (1945–2003), mangaka japonais
- Yuji Funayama (en), plusieurs personnes
- Yuji Hanada (花田 裕治?), nageur japonais
- Yuji Hino (裕士, né en 1985), lutteur professionnel japonais
- Yuji Horii (雄二, né en 1954), concepteur des jeux vidéo japonais
- Yuji Hiramatsu (平松 祐司?, né en 1997), sauteur en hauteur japonais
- Yuji Hirayama (平山ユージ), grimpeur professionnel japonais
- Yuji Ide (井出 有治), coureur automobile japonais
- Yuji Iga (伊賀 裕治?, né en 1965), hockeyeur de glace japonais
- Yuji Igarashi (五十嵐 雄二?, né en 1968), golfeur japonais
- Yuji Iiyama (飯山裕志), joueur de baseball japonais
- Yuji Iizuka (飯塚 祐司?, né en 1974), hockeyeur de glace et coach japonais
- Yūji Iwahara (裕二), mangaka japonais
- Yuji Kamosawa (鴨沢 祐仁, 1952–2008), dessinateur de bandes dessinées japonais
- Yuji Kato (加藤 裕司?, né en 1978), judoka Japonais
- Yuji Katsuro (勝呂 裕司?, né en 1949), skieur japonais
- Yuji Kimura (木村 祐志?, né en 1987), footballeur japonais
- Yūji Kishi (祐二, né 1970), acteur japonais
- Yuji Kitajima (北島 祐二?, né en 2000), footballeur japonais
- Yūji Masuda (増田 裕司?, né en 1971), joueur de shogi japonais
- Yuji Matsumoto (松本 裕治?), informaticien japonais
- Yūji Mitsuya (雄二, né en 1954), acteur et superviseur de son japonais
- Yuji Miura (三浦, né vers 195?), alpiniste de ski et coureur de piste japonais
- Yuji Nagata (裕志, né en 1968), lutteur professionnel japonais
- Yuji Naka (裕司, né en 1965), concepteur et programmeur de jeux vidéo japonais
- Yuji Nakazawa (佑二, né en 1978), footballeur japonais
- Yuji Nakamura (en) (中村祐二, né 1970), coureur de longue distance japonais
- Yuji Nakamura (né en 1956), astronome amateur japonais
- Yūji Nishida (西田 有志?, né en 2000), joueur de volleyball japonais
- Yuji Nishino (né en 1991), joueur de baseball japonais
- Yūji Oda (裕二, né en 1967), acteur et chanteur japonais
- Yuji Ohno (雄二), musicien de jazz japonais
- Yuji Okabayashi (裕二, né en 1982), lutteur professionnel japonais
- Yuji Okano (né en 1964), lanceur de poids japonais
- Yuji Ozaki (尾崎 雄二?, né en 1985), footballeur japonais
- Yuji Senuma (瀬沼 優司?, né en 1990), footballeur japonais
- Yuji Sonoda (苑田 右二?, né en 1973), joueur de rugby
- Yūji Takada (裕司, né en 1960) , acteur japonais
- Yūji Takeoka (竹岡 雄二?, né en 1946), artiste et sculpteur japonais
- Yuji Takeshima (竹嶋 裕二?, né en 1999), footballeur japonais
- Yūji Ueda (ゆうじ, né en 1967), acteur japonais
- Yuji Wakasa (輪笠 祐士?, né en 1996), footballeur japonais
- Yūji Yamaguchi (山口 祐司?, fl. 1999–2014), animateur japonais
- Yūji Yamamoto (ja) (né en 1952), homme politique japonais
- Yuji Yokoyama (横山 雄次?, né en 1969), footballeur et manager japonais

## Personnages de fiction
- Yuuji Kazami (雄二), protagoniste les séries de visual novel Grisaia
- Yuji Sakai (悠二), protagoniste de la série des light novel  Shakugan no Shana
- Yuuji (Digimon)
- Yuuji Terushima (照島 遊児?), un personnage de Haikyu!! et par ailleurs batteur de johzenji
- Yuuji Itadori, protagoniste de la série de manga Jujutsu Kaisen